# パリスアイランド (サウスカロライナ州)
パリスアイランド（英:Parris Island）はアメリカ合衆国サウスカロライナ州ビューフォート郡の地名。
アメリカ海兵隊のリクルート・デポ（新兵訓練基地）が置かれていることで知られている。